# Tanit

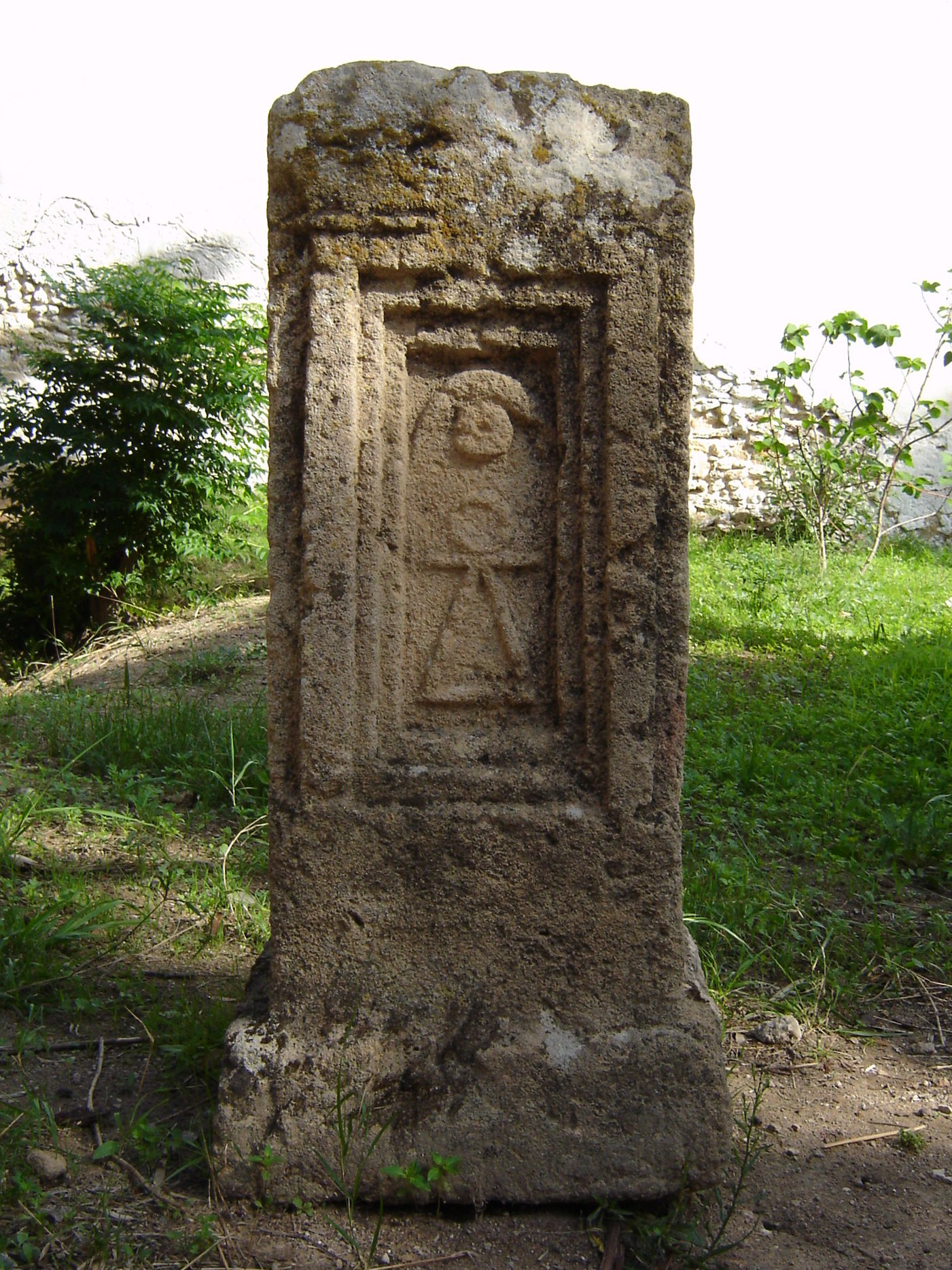
Stele mit Tanit-Symbol, Tofet von Karthago

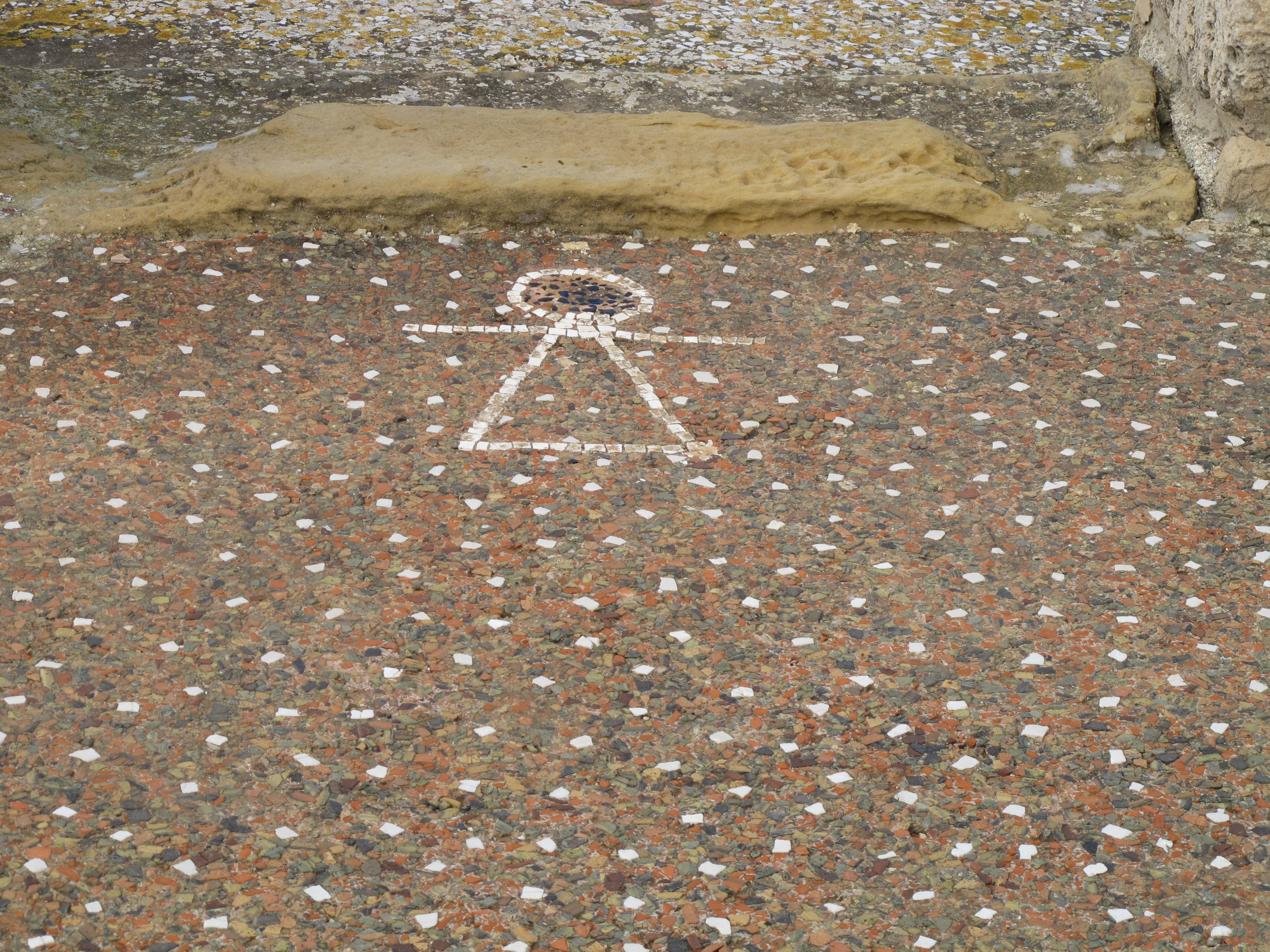
Tanitmosaik in Kerkouane

Tanit (tnt, auch Tannit, Thanit, Tinnit) ist die punische Göttin der Fruchtbarkeit, Schutzgöttin von Karthago. Ihr Beiname ist „Klagende im Angesicht des Baal“. Sie war die weibliche Hauptgottheit Karthagos und löste in dieser Rolle Astarte ab. Sie gilt als Jungfrau, aber auch als Mutter des Baal. Als Spenderin der Fruchtbarkeit hat sie den Namen „Nutrix“ (= Amme, Ernährerin). Sie erweckt den Fruchtbarkeitsgott Baal jedes Jahr zu neuem Leben. Ihre Attribute sind Granatapfel, Feige, Ähre und die Taube. Ihr Symbol ist das Tanit-Zeichen: ein Dreieck mit waagrechtem Balken darüber, auf dem eine Scheibe liegt. Sie dürfte auch die dargestellte Frau auf den karthagischen Münzen ab dem 3. Jh. v. Chr. sein. Die Etymologie des Namens ist umstritten.
Ursprünglich eine niedere Erdgottheit, lösten Tanit und Baal-Hammon im 5. Jahrhundert v. Chr. Astarte und Melkart als Hauptgötter der Punier ab.

## Menschenopfer
Tanit sollen auch Kinder im Feuer (siehe auch Moloch und Menschenopfer) geopfert worden sein. Nach neueren Erkenntnissen könnte dies jedoch auch römische Kriegspropaganda sein. Unter Steinstelen fanden sich tatsächlich Urnen mit verkohlten Kinder-Knochen, für viele Forscher ein Beweis für Kinderopfer. Der Archäologe Fethi Chelbi sieht dies anders: „Heute glauben wir, dass es sich beim Tophet eher um eine Art Friedhof für Kinder handelt. Die Analyse der Asche aus den Urnen ergab, dass sie hauptsächlich von Föten und Totgeburten stammte. Es herrschte damals eine hohe Kindersterblichkeit – dennoch sind Kindergräber auf den Friedhöfen Karthagos sehr selten. Daraus schließen wir, dass es sich beim Tophet um einen ganz besonderen Friedhof handelt. An diesem Ort gab man die verstorbenen Kinder den Göttern Baal Hammon und Tanit zurück.“

## Gleichsetzungen
Tanit wurde bis zum Untergang der phönizischen Kultur verehrt. Als Dea Caelestis lunare ist sie auf Votivstelen abgebildet. In einem in Karthago 1916 von Carton gefundenen kleinen Heiligtum, einer cella, ist der Gott Hermes auf einer Statuette verewigt, der mit dem Rücken am Thron der Tanit/Caelestis lehnt. Diese cella wurde beim Bau des Salammbô-Bahnhofs freigelegt, fiel nach Bergung einiger Artefakte allerdings dem Bahnbau zum Opfer. Die Römer setzten sie mit Ops und Nutrix, der Nährerin des Saturnus, gleich, die Griechen mit der Jagd- und Fruchtbarkeitsgöttin Artemis. In gewissen Darstellungen entspricht sie auch der Venus lugens.

## Kult

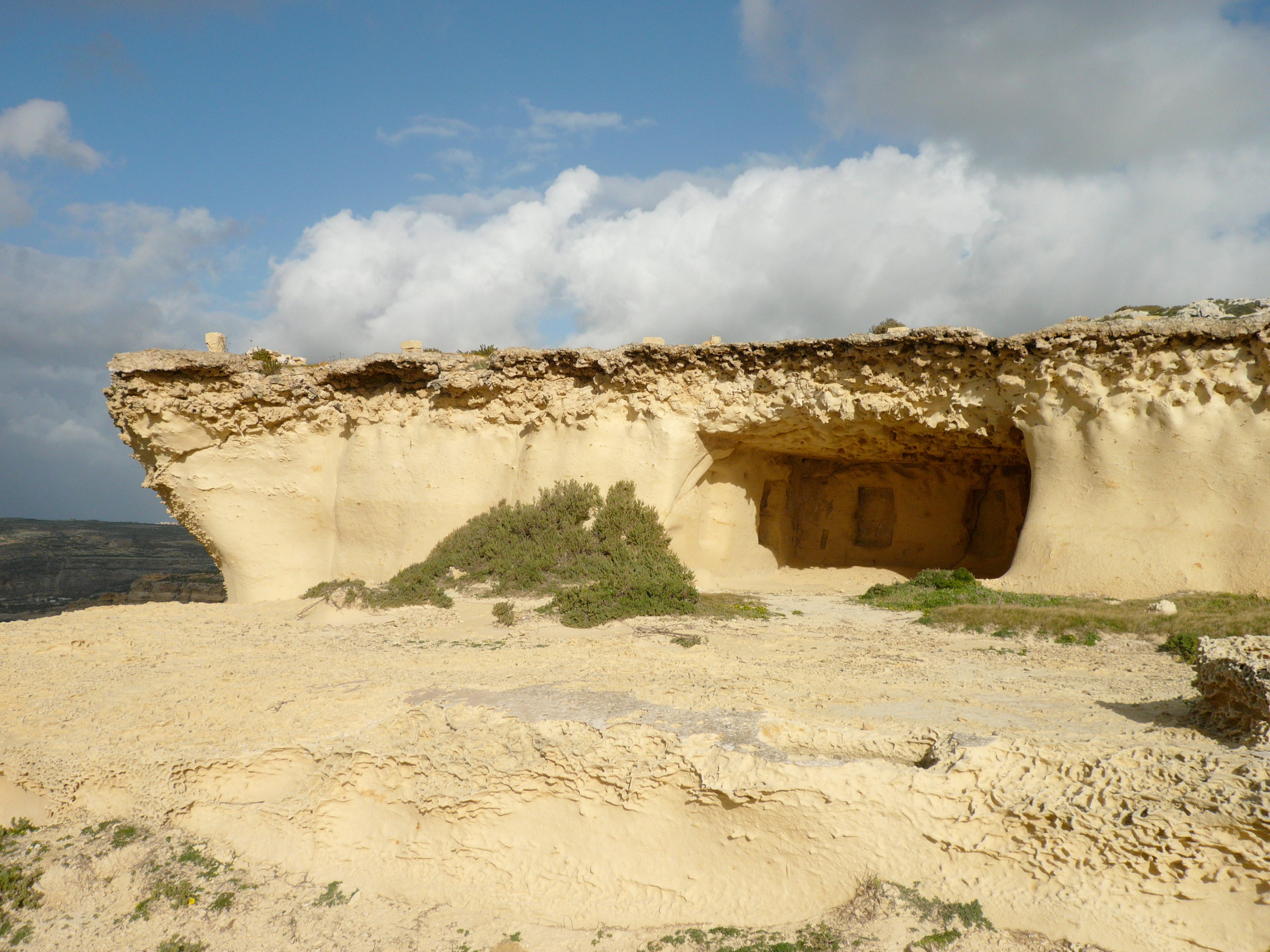
Heiligtum der Tanit an der Westküste der Insel Gozo (Malta)

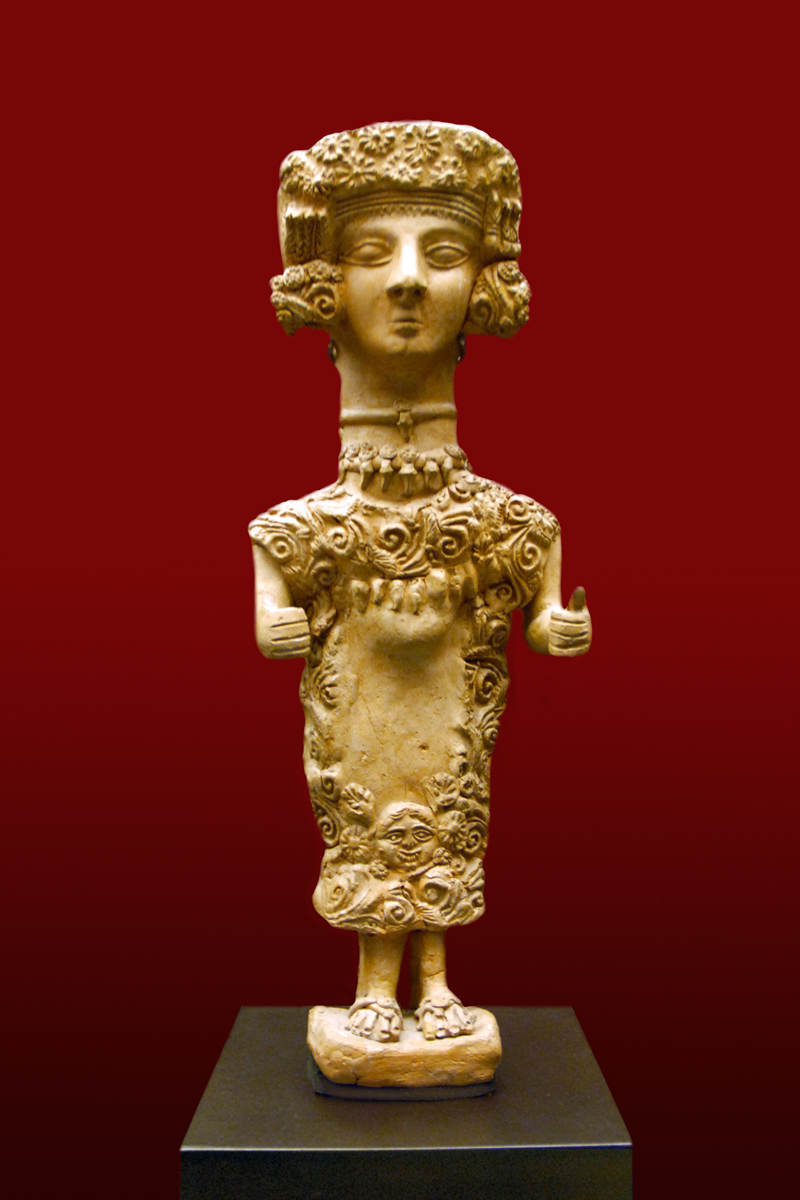
„Dame von Ibiza“ aus der punischen Nekropole von Puig des Molins, möglicherweise die Göttin Tanit

Im phönizischen Mutterland ist der Name Tanit nicht nachweisbar. Nachgewiesen wurde ihre Verehrung auch auf Malta.
Besonders lang hielt sich der Tanit-Kult auf der Balearen-Insel Ibiza, wo die Göttin noch lange nach der Christianisierung der Inselbevölkerung im 2. Jahrhundert n. Chr. verehrt wurde. Auf Ibiza sind mehrere Kultstätten ausgegraben worden. Am bekanntesten ist die Höhle Es Culleram bei Sant Vicent de sa Cala.

## Rezeption
Das tunesische Fährschiff Tanit wurde nach ihr benannt.